# 小行星6620
小行星6620（英語：6620 Peregrina）是一颗围绕太阳公转的小行星。1973年10月25日，P. Wild在齐美尔瓦尔德发现了此天体。
这颗小行星的绝对星等为350.74925等。